# Faith (альбом The Cure)
Faith (рус. Вера) — третий студийный альбом британской пост-панк группы The Cure, выпущенный 14 апреля 1981 года на лейбле Fiction Records. Выпуск пластинки предварял единственный сингл — «Primary», который занял 25 место в северо-американском чарте Club Play Singles. Faith стал коммерчески успешным в Великобритании, он занял 14-е место и оставался там восемь недель. Альбом в основном тепло был принят критиками. Альбом был переиздан в 2005 году.
Альбом Faith продолжил мрачную стилистику The Cure, начавшуюся с альбома Seventeen Seconds и закончившуюся альбомом Pornography.
Наряду с альбомами Disintegration, Kiss Me, Kiss Me, Kiss Me, The Head on the Door и Pornography, Faith числится Apple Music как знаковый релиз The Cure.

## История создания
Обложка выполнена бывшим участником группы Порлом Томпсоном и представляет собой здание Болтонского монастыря, покрытое сплошным туманом.
Во время 4Tour в 2008 году исполнялись следующие композиции с альбома: «The Holy Hour», «Primary», «Other Voices», «The Drowning Man», и «Faith».
«All Cats Are Grey» также исполнялась в 2000 году во время Dream Tour.
«The Funeral Party» исполнялась в 1996 году во время Swing Tour.
31 мая 2011 года альбом «Faith» был полностью отыгран на концерте в Сиднее, Австралия в рамках ретроспективного шоу Reflections. Тогда же группа исполнила ранее никогда не исполнявшуюся песню «Doubt». Для этой песни на место второго перкуссиониста был приглашён бывший ударник и клавишник группы Лоуренс Толхерст.

## Список композиций

### Оригинальное издание 1981 года
Все тексты написаны Робертом Смитом, вся музыка написана The Cure (Роберт Смит, Саймон Гэллап и Лол Толхерст).
| №  | Название            | Длительность |
| -- | ------------------- | ------------ |
| 1. | «The Holy Hour»     | 4:25         |
| 2. | «Primary»           | 3:35         |
| 3. | «Other Voices»      | 4:28         |
| 4. | «All Cats Are Grey» | 5:28         |

| №                   | Название            | Длительность |
| ------------------- | ------------------- | ------------ |
| 1.                  | «The Funeral Party» | 4:14         |
| 2.                  | «Doubt»             | 3:11         |
| 3.                  | «The Drowning Man»  | 4:50         |
| 4.                  | «Faith»             | 6:43         |
| Общая длительность: | Общая длительность: | 36:54        |

В апреле 1981 года запись поступила в продажу на виниловых грампластинках. На долгоиграющих компакт-кассетах имелся один дополнительный трек «Carnage Visors», который представлял собой почти 28-минутную инструментальную пьесу — саундтрек к короткометражному фильму Рика Гэллапа, брата бас-гитариста группы. В этом случае на одной стороне кассеты размещался весь альбом целиком, а на другой — только «Carnage Visors». Сам фильм демонстрировался на заднем фоновом занавесе сцены перед выступлениями The Cure в ходе Picture Tour 1981 года.

### Переиздание 2005 года
Faith переиздан 25 апреля 2005 года (26 апреля в США). Данное издание содержит в себе цифровую обработку оригинального альбома, с добавленной на него песней «Carnage Visors», а также дополнительный диск, содержащий демозаписи и концертные версии некоторых песен. Присутствует не включенный на альбом сингл «Charlotte Sometimes». На втором диске присутствует несколько никогда ранее не издававшихся инструментальных композиций (в виде демозаписей).
Существует также одно-дисковое издание, выпущенное 5 сентября 2005 года в Великобритании и 4 апреля 2006 года США, включающее в себя только оригинальный альбом с добавленной на него композицией «Carnage Visors».
| №                   | Название            | Описание            | Длительность |
| ------------------- | ------------------- | ------------------- | ------------ |
| 9.                  | «Carnage Visors»    | саундтрек к фильму  | 27:51        |
| Общая длительность: | Общая длительность: | Общая длительность: | 63:59        |

| №                   | Название              | Описание                                                                         | Длительность                     |
| ------------------- | --------------------- | -------------------------------------------------------------------------------- | -------------------------------- |
| 1.                  | «Faith»               | демозапись, Robert Smith Home Instrumental Demo, август 1980 года                | 2:56                             |
| 2.                  | «Doubt»               | демозапись, Robert Smith Home Instrumental Demo, август 1980 года                | 1:09                             |
| 3.                  | «Drowning»            | демозапись, Group Home Instrumental Demo, сентябрь 1980 года                     | 1:52                             |
| 4.                  | «The Holy Hour»       | демозапись, Group Home Instrumental Demo, сентябрь 1980 года                     | 4:48                             |
| 5.                  | «Primary»             | не вошедшая в альбом песня, Morgan Studio Out-take, сентябрь 1980 года           | 4:22                             |
| 6.                  | «Going Home Time»     | не вошедшая в альбом песня, Morgan Studio Guide Vox Out-take, сентябрь 1980 года | 3:31                             |
| 7.                  | «The Violin Song»     | не вошедшая в альбом песня, Faith Studio Guide Vox Out-take, февраль 1981 года   | 3:38                             |
| 8.                  | «A Normal Story»      | не вошедшая в альбом песня, Faith Studio Guide Vox Out-take, февраль 1981 года   | 3:04                             |
| 9.                  | «All Cats Are Grey»   | концертная запись, место записи неизвестно, лето 1981 года                       | 5:37                             |
| 10.                 | «The Funeral Party»   | концертная запись, место записи неизвестно, лето 1981 года                       | 4:38                             |
| 11.                 | «Other Voices»        | концертная запись, место записи неизвестно, лето 1981 года                       | 4:45                             |
| 12.                 | «The Drowning Man»    | запись с концерта в Австралазии, август 1981 года                                | 5:48                             |
| 13.                 | «Faith»               | запись с концерта в Capitol Theatre, Сидней, август 1981 года                    | 10:23                            |
| 14.                 | «Forever»             | концертная запись, место записи неизвестно, лето 1981 года                       | 9:19                             |
| 15.                 | «Charlotte Sometimes» | сингл, октябрь 1981 года                                                         | 4:13                             |
| Общая длительность: | Общая длительность:   | Общая длительность:                                                              | 70:03 Общая длительность: 134:02 |

## Участники записи
Список составлен по сведениям базы данных Discogs.
| The Cure: - Роберт Смит — вокал, гитара, бас-гитара, клавишные - Саймон Гэллап — бас-гитара - Лоуренс Толхерст — ударные | Технический персонал: - Майк Хеджес — продюсер, звукоинженер - The Cure — продюсер - Дэвид Кемп — звукоинженер - Грэм Кармайкл — звукоинженер - Мартин Вебстер — ассистент звукоинженера - Порл Томпсон — дизайн обложки |

## Позиции в хит-парадах и уровни продаж
Еженедельные чарты:
| Год  | Чарт                             | Высшая позиция | Пребывание |
| ---- | -------------------------------- | -------------- | ---------- |
| 1981 | Австралия (Kent Music Report)    | 38             | нет данных |
| 1981 | Великобритания (UK Albums Chart) | 14             | 8 недель   |
| 1981 | Нидерланды (Album Top 100)       | 9              | 10 недель  |
| 1981 | Новая Зеландия (RMNZ)            | 1              | 19 недель  |
| 1981 | Швеция (Sverigetopplistan)       | 38             | 3 недели   |
|      |                                  |                |            |
| 2005 | Бельгия/Валлония (Ultratop)      | 73             | 1 неделя   |
| 2005 | Франция (SNEP)                   | 84             | 4 недели   |
|      |                                  |                |            |
| 2008 | Италия (Classifica album)        | 74             | 1 неделя   |
|      |                                  |                |            |
| 2021 | Италия (Classifica album)        | 91             | 1 неделя   |
| 2021 | США (Billboard 200)              | 196            | 1 неделя   |

Годовые чарты:
| Год  | Чарт                               | Позиция |
| ---- | ---------------------------------- | ------- |
| 1981 | Новая Зеландия (Recorded Music NZ) | 17      |

Сертификации:

| Регион                                                      | Сертификация | Продажи |
| ----------------------------------------------------------- | ------------ | ------- |
| Великобритания (BPI)                                        | Серебряный   | 60 000^ |
| Новая Зеландия (RMNZ)                                       | Золотой      | 7500^   |
| ^ Данные о тиражах приведены только на основе сертификации. |              |         |